# Jesús Imaz
Jesús Imaz Ballesté (ur. 26 września 1990 w Lleidzie) – hiszpański piłkarz występujący na pozycji napastnika lub pomocnika w polskim klubie Jagiellonia Białystok.

## Kariera

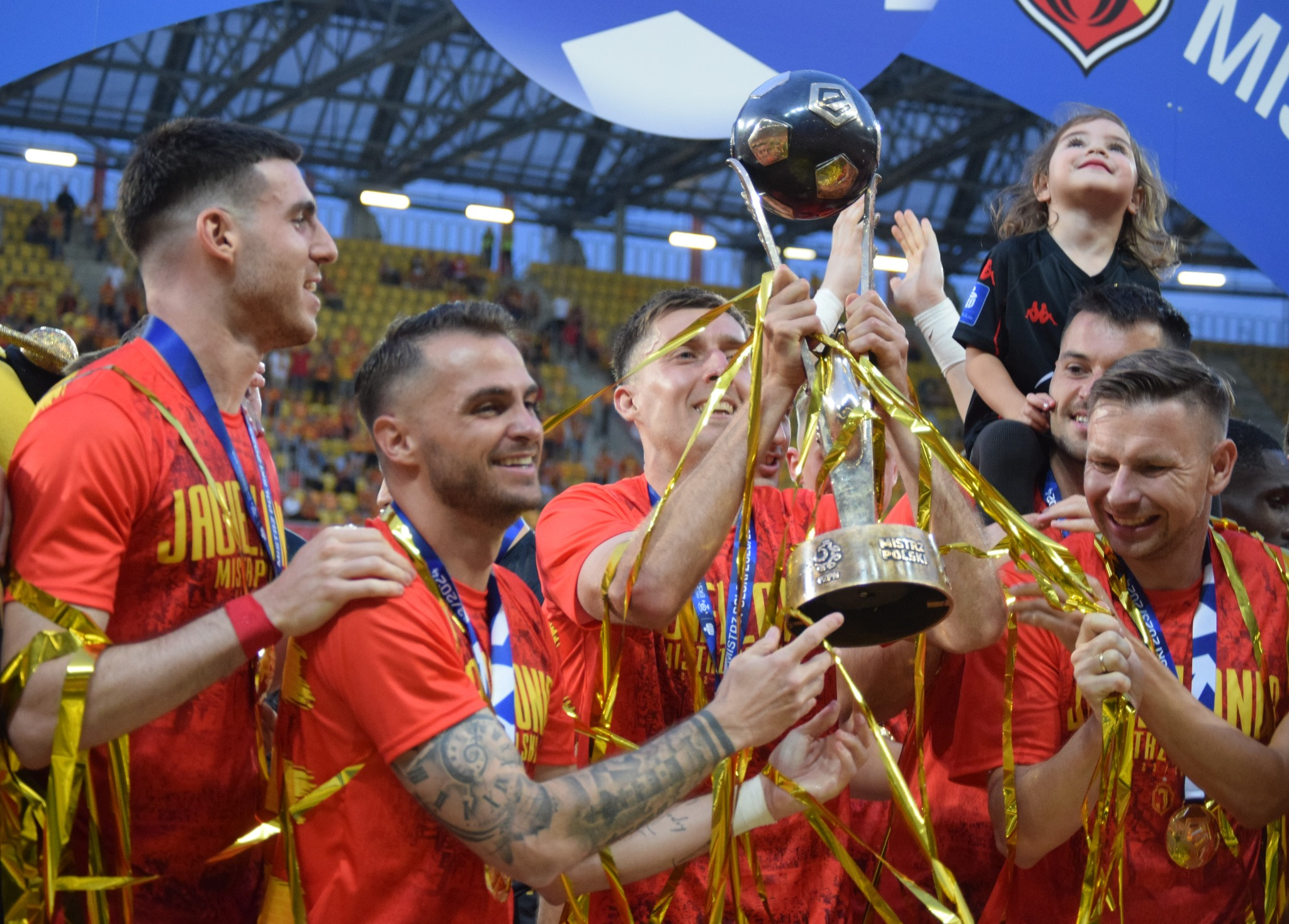
Jesús Imaz świętuje zdobycie Mistrzostwa Polski z Jagiellonią

Urodził się w katalońskiej Lleidzie. Jest wychowankiem lokalnego klubu, UE Lleida. W seniorskich rozgrywkach zadebiutował 30 sierpnia 2009, zmieniając Figuerolę w 65. minucie zremisowanego 1-1 meczu z UE Sant Andreu.
W sierpniu 2011, jako wolny zawodnik, po rozwiązaniu klubu UE Lleida, zdecydował się na podpisanie kontraktu ze świeżo założoną drużyną Lleida Esportiu. Oprócz niego, z kontynuatorem UE Lleidy, kontrakt podpisało większość zawodników. Od początku był graczem podstawowej jedenastki, jednakże klub z nim w składzie nie zdołał awansować do wyższej ligi. Łącznie dla Lleidy Esportiu rozegrał 98 meczów, w których zdobył 25 bramek.
12 lipca 2014 podpisał dwuletni kontrakt z występującym w Segunda División klubiem UE Llagostera. Pierwszy mecz dla nowej drużyny rozegrał 23 sierpnia tego samego roku, wchodząc z ławki w 77 minucie za Vallho, w przegranym 2-0 meczu 1. kolejki z UD Las Palmas. Premierowego gola dla nowego zespołu zdobył 21 grudnia 2014, w 15 minucie meczu 18. kolejki z Albacete Balompié. W tym samym meczu zdobył również drugą bramkę, a mecz skończył się wynikiem 0-2.
11 lipca 2016 po spadku jego dotychczasowej drużyny, podpisał roczny kontrakt z UCAM Murcia CF. W nowej drużynie zadebiutował 22 sierpnia 2016 w przegranym 3-1 meczu 1. kolejki z Realem Saragossa. Zmienił on w 77 minucie Natalio i zdobył jedyną bramkę dla swojej drużyny.
27 stycznia 2017 trafił do Cádiz CF. Debiut dla zespołu z Kadyksu zaliczył 11 lutego 2017 w meczu 25. kolejki z Getafe CF. Zmienił on w 57. minucie Rubéna Cruza. Pierwszego gola dla Cádiz strzelił 26 lutego tego samego roku w wygranym 0:3 meczu 27. kolejki z Numancią.
31 sierpnia 2017 Wisła Kraków porozumiała się z Cádiz CF w sprawie transferu zawodnika. Imaz związał się z krakowskim klubem roczną umową z opcją przedłużenia o kolejny rok. W Wiśle zadebiutował 8 września 2017 w meczu 8. kolejki z Arką Gdynia. Po raz pierwszy w koszulce z gwiazdą na piersi, gola zdobył 14 października tegoż roku, w wygranym 2-0 meczu 12. kolejki ze Śląskiem Wrocław.
21 stycznia 2019 podpisał 3,5-letni kontrakt z polskim klubem Jagiellonia Białystok, do której trafił na zasadzie transferu gotówkowego, razem z innym zawodnikiem Białej Gwiazdy Martinem Košťálem, za łączną kwotę 650 tys. euro (350 tys. za Košťála, a 300 tys. za Imaza). Transfery te były spowodowane poważnymi problemami finansowymi Wisły. W barwach Dumy Podlasia pierwszą bramkę zdobył 16 marca, w przegranym 1-3 meczu z Koroną Kielce. W 6. kolejce Ekstraklasy sezonu 2019/2020, w meczu ze swoim byłym klubem zdobył klasycznego hat tricka, dzięki czemu został wybrany najlepszym zawodnikiem meczu oraz kolejki. Był to pierwszy hat trick Jagiellonii zdobyty na najwyższym poziomie rozgrywkowym w Polsce. W sezonie 2023/2024 wraz z Jagiellonią Białystok zdobył mistrzostwo Polski.
Jesús Imaz zdobył swoją 100. bramkę w Ekstraklasie w barwach Jagiellonii Białystok w meczu przeciwko Radomiakowi Radom, rozegranym 17 sierpnia 2025 roku.

## Statystyki
(Aktualne na dzień 19 marca 2025, na koniec sezonu 2024/2025).
| Klub                  | Sezon              | Liga               | Liga | Liga | Puchar | Puchar | Europa | Europa | Inne | Inne | Łącznie | Łącznie |
| Klub                  | Sezon              | Rozgrywki          | M.   | Br.  | M.     | Br.    | M.     | Br.    | M.   | Br.  | M.      | Br.     |
| --------------------- | ------------------ | ------------------ | ---- | ---- | ------ | ------ | ------ | ------ | ---- | ---- | ------- | ------- |
| UE Lleida             | 2009/10            | Segunda División B | 1    | 0    | 0      | 0      | –      | –      | –    | –    | 1       | 0       |
| UE Lleida             | 2010/11            | Segunda División B | 26   | 4    | 0      | 0      | –      | –      | –    | –    | 26      | 4       |
| UE Lleida             | Łącznie            | Łącznie            | 27   | 4    | 0      | 0      | –      | –      | –    | –    | 27      | 4       |
| Lleida Esportiu       | 2011/12            | Segunda División B | 34   | 6    | 1      | 0      | –      | –      | –    | –    | 35      | 6       |
| Lleida Esportiu       | 2012/13            | Segunda División B | 32   | 7    | 1      | 0      | –      | –      | 4    | 1    | 37      | 8       |
| Lleida Esportiu       | 2013/14            | Segunda División B | 21   | 8    | 3      | 3      | –      | –      | 2    | 0    | 26      | 11      |
| Lleida Esportiu       | Łącznie            | Łącznie            | 87   | 21   | 5      | 3      | –      | –      | 6    | 1    | 98      | 25      |
| UE Llagostera         | 2014/15            | Segunda División   | 29   | 6    | 0      | 0      | –      | –      | –    | –    | 29      | 6       |
| UE Llagostera         | 2015/16            | Segunda División   | 32   | 6    | 3      | 0      | –      | –      | –    | –    | 35      | 6       |
| UE Llagostera         | Łącznie            | Łącznie            | 61   | 12   | 3      | 0      | –      | –      | –    | –    | 64      | 12      |
| UCAM Murcia           | 2016/17            | Segunda División   | 14   | 5    | 2      | 1      | –      | –      | –    | –    | 16      | 6       |
| Cádiz CF              | 2016/17            | Segunda División   | 6    | 1    | 0      | 0      | –      | –      | 0    | 0    | 6       | 1       |
| Cádiz CF              | 2017/18            | Segunda División   | 0    | 0    | 0      | 0      | –      | –      | –    | –    | 0       | 0       |
| Cádiz CF              | Łącznie            | Łącznie            | 6    | 1    | 0      | 0      | –      | –      | 0    | 0    | 6       | 1       |
| Wisła Kraków          | 2017/18            | Ekstraklasa        | 30   | 8    | 1      | 0      | –      | –      | –    | –    | 31      | 8       |
| Wisła Kraków          | 2018/19            | Ekstraklasa        | 17   | 6    | 1      | 0      | –      | –      | –    | –    | 18      | 6       |
| Wisła Kraków          | Łącznie            | Łącznie            | 47   | 14   | 2      | 0      | –      | –      | –    | –    | 49      | 14      |
| Jagiellonia Białystok | 2018/19            | Ekstraklasa        | 14   | 10   | 2      | 0      | –      | –      | –    | –    | 16      | 10      |
| Jagiellonia Białystok | 2019/20            | Ekstraklasa        | 35   | 11   | 1      | 0      | –      | –      | –    | –    | 36      | 11      |
| Jagiellonia Białystok | 2020/21            | Ekstraklasa        | 27   | 11   | 1      | 0      | –      | –      | –    | –    | 28      | 11      |
| Jagiellonia Białystok | 2021/22            | Ekstraklasa        | 16   | 9    | 1      | 0      | –      | –      | –    | –    | 17      | 9       |
| Jagiellonia Białystok | 2022/23            | Ekstraklasa        | 33   | 14   | 2      | 0      | –      | –      | –    | –    | 35      | 14      |
| Jagiellonia Białystok | 2023/24            | Ekstraklasa        | 30   | 12   | 5      | 2      | –      | –      | –    | –    | 35      | 14      |
| Jagiellonia Białystok | 2024/25            | Ekstraklasa        | 34   | 16   | 3      | 1      | 18     | 7      | –    | –    | 55      | 24      |
| Jagiellonia Białystok | Łącznie            | Łącznie            | 189  | 83   | 15     | 3      | 18     | 7      | –    | –    | 222     | 93      |
| Łącznie w karierze    | Łącznie w karierze | Łącznie w karierze | 431  | 140  | 37     | 7      | 18     | 7      | 6    | 1    | 482     | 155     |

## Sukcesy

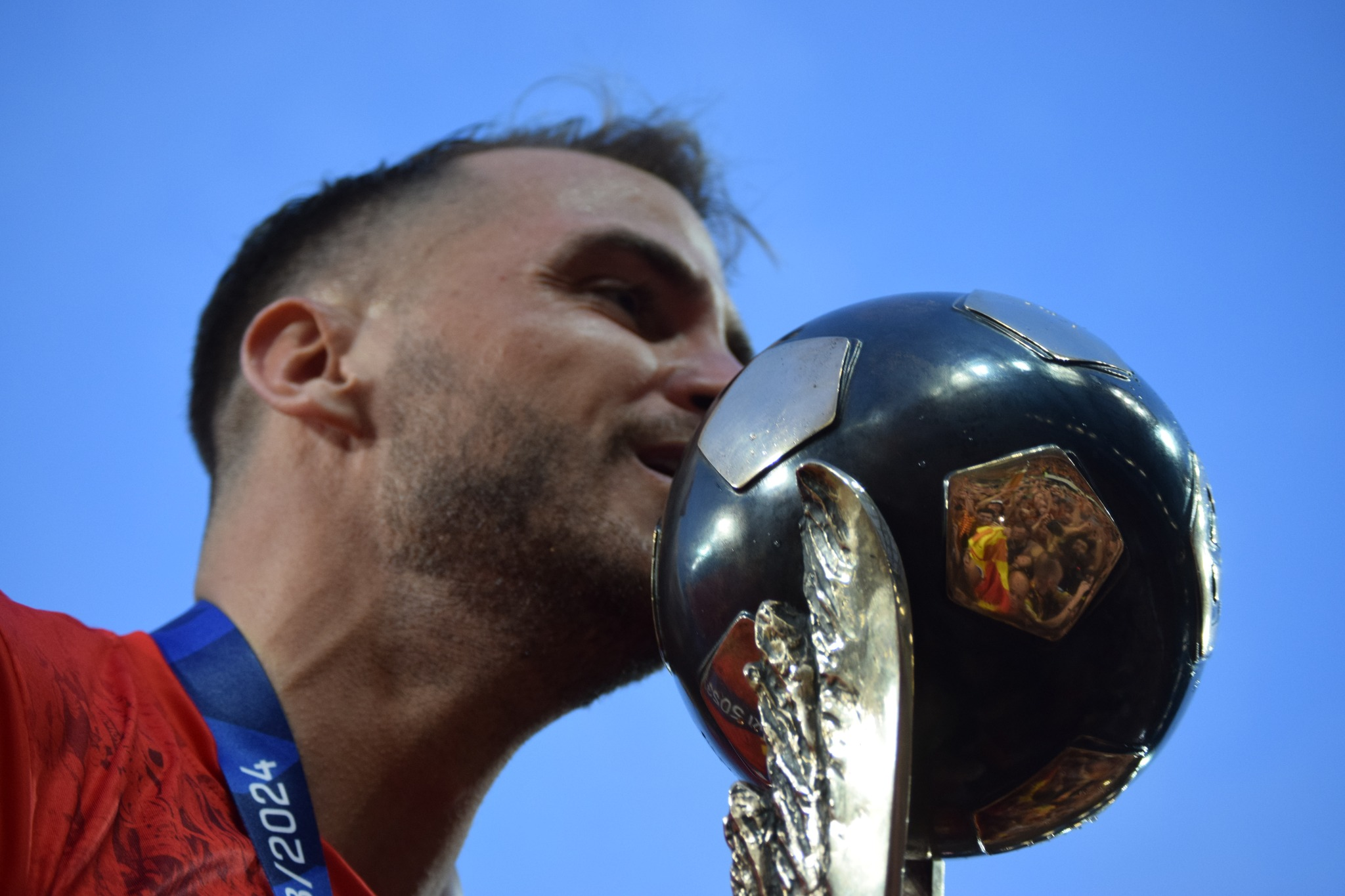
Jesus Imaz całuje trofeum za zdobycie Mistrzostwa Polski

Jagiellonia Białystok
- Mistrzostwo Polski: 
  -  2023/24

- Superpuchar Polski
  -  2024[20]